# Patrice Kancel
Patrice Kancel, né le 23 février 1970, est un joueur français de football américain. Joueur professionnel en NFL Europa de 2001 à 2004.

## Biographie
Patrice Kancel découvre le football américain en 1989 et rejoint le club du Flash de La Courneuve. Il est sélectionné en équipe de France en 1995 et participe au championnat d’Europe.
En 1997 il remporte avec La Courneuve la FED Cup (Compétition européenne équivalente à la Coupe d’UEFA en football) et le titre de Champion de France.
Il joue la finale de l'EFL en 1998 contre les Blue Devils de Hambourg. Il remporte un deuxième titre avec le Flash en 2000.
Il fait partie des trois français retenus en NFL Europe en 2001, au côté de ses deux coéquipiers à La Courneuve, Samyr Hamoudi et Marc-Angelo Soumah, ce dernier avec lequel il joue pour le Francfort Galaxy. Il intègre l’effectif de Francfort comme joueur national et joue principalement dans l’escouade spéciale (1 placage). Au cours de la saison il inscrit un touchdown sur une passe de 2 yards.
En novembre 2001, il participe à son deuxième camp d’entrainement de la NFL Europe, dont il revient avec un contrat pour la saison 2002 avec le Berlin Thunder, où il est rejoint par un autre français Foad Ajdir (son coéquipier au Flash). Comme l’année précédente, il est surtout utilisé en escouade spéciale, avec laquelle il réussit cinq placages. Il effectue aussi sa première course chez les professionnels pour un gain de 5 yards. Sa saison à Berlin se termine par la victoire lors du World Bowl X acquise contre le Rhein Fire 26 à 20, il participe à la finale comme remplaçant.
En 2003, il est encore présent au sein de l’effectif du Berlin Thunder, au côté de deux autres français Foad Ajdir et Philippe Gardent (Argonautes d’Aix-en-Provence). Il joue encore avec l’escouade spéciale, il réussit 3 placages, mais aussi dans l’escouade défensive avec 2 placages réussis et 1 fumble recouvert. Au cours de l’été, il porte pour la dernière fois le maillot tricolore lors de la 2e édition de la coupe du monde en Allemagne. Il totalise 10 sélections entre 1995 et 2003.
En 2004, il effectue sa 3e saison à Berlin. Comme les saisons précédente il joue dans l’escouade spéciale (1 placage), mais surtout il se classe 6e coureur de l’équipe avec 27 yards en 7 courses, dont 1 course de 15 yards. Il ne joue pas lors de la finale, mais remporte tout de même un deuxième Worldbowl, cette fois contre le Francfort Galaxy. Fin 2004, il met fin à sa carrière professionnelle.
En 2005, il retrouve les terrains du championnat de France et remporte son 3e casque de Diamant avec La Courneuve.
Lors de la saison 2006, il est le meilleur coureur de son équipe avec 766 yards en 91 courses et 7 touchdowns. En finale il permet au Flash de s’imposer contre les Argonautes d'Aix-en-Provence, grâce à 2 touchdowns et 220 yards à la course. Il remporte le titre de meilleur joueur de la finale. Après avoir joué la finale de l’EFL face au Vikings de Vienne (défaite 9 à 41), où il inscrit le touchdown du Flash, il décide de prendre sa retraite de joueur.
En mars 2007 il sort de sa retraite, il enregistre au cours de la saison 93 courses pour 458 yards de gain et 5 touchdowns. Il participe à la victoire en finale du Flash de La Courneuve sur les Black Panthers de Thonon-les-Bains, en inscrivant 2 touchdowns et se voie décerner le titre de meilleur joueur de la finale. Après la finale, il décide pour la deuxième fois de mettre fin à sa carrière de joueur.
En 2008 il est toujours présent au sein du Flash de La Courneuve, mais uniquement comme entraineur chargé des running back. Il reprend du service comme running back lors de la saison 2009, notamment pour l’EFL, où il participe à sa troisième finale, il gagne aussi son 7e titre en France.

## Statistiques NFL Europa
Ne prend en compte que les statistiques en escouade offensive ou escouade défensive.
| 2001   | 0 | 0  | 0   | 0 | 1 | 2 | 2,0 | 1 | - | - | - | - | - |
| 2002   | 1 | 5  | 5,0 | 0 | 0 | 0 | 0   | 0 | - | - | - | - | - |
| 2003   | 0 | 0  | 0   | 0 | 0 | 0 | 0   | 0 | 2 | 1 | 1 | 0 | 1 |
| 2004   | 7 | 27 | 3,9 | 0 | 0 | 0 | 0   | 0 | - | - | - | - | - |
| Totaux | 8 | 32 | 4,0 | 0 | 1 | 2 | 2,0 | 1 | 2 | 1 | 1 | 0 | 1 |

## Palmarès
Compétition, trophée (nombre de trophées remportés dans la compétition).

### Trophée professionnel
- NFL Europa, Worldbowl (2) : X (2002), XII (2004)

### Trophées amateurs
- Championnat de France élite, Casque de diamant (8) : 1997, 2000, 2005, 2006, 2007, 2008[Note 2], 2009, 2011
- Coupe d’Europe, FED Cup (1) : 1997
- Jeux Mondiaux, médaille de bronze (1) : 2005

### Honneurs
- Meilleur joueur de la finale du championnat de France (2) : 2006, 2007